# Реже Шомлаји
Реже Шомлаји (мађ. Somlai-Stolzparth Rezső; Киспест, 22. мај 1911 — 19. октобар 1983) био је мађарски фудбалер, који је био у репрезентацији Мађарске на Светском првенству 1934.
Играо је за Ференцварош, Ницу, Хонвед, Олимпик Ал, Црвену звезду из Париза  и Нови Сад.
Био је селектор фудбалске репрезентације Бугарске и Левског из Софије. Као тренер Левског, освојио је дуплу круну освојивши бугарско првенство и Куп Бугарске 1949, а сезону 1948/49. завршио је непоражен у обе конкуренције.